# Herman al II-lea de Suabia
Herman al II-lea (n. secolul al X-lea – d. 4 mai 1003), membru al familiei Conradinilor, a fost duce al Suabiei de la 997 până la moarte.
Herman a devenit duce al Suabiei ca fiu și succesor desemnat al ducelui Conrad I. El s-a opus alegerii lui Henric al II-lea ca rege romano-german, pe atunci duce al Bavariei, sub numele Henric al IV-lea, deoarece Herman însuși nutrea ambiții în acest sens. Ca semn de represiune, Henric a separat Alsacia de Suabia și a preluat controlul asupra ducatului de Suabia, situație care a continuat și în timpul fiului și succesorului lui Herman, Herman al III-lea.
Herman al II-lea a fost căsătorit cu Gerberga de Burgundia cu care a avut o fiică, Gisela, care a devenit soția împăratului Conrad al II-lea.